# Crimen para recién casados
Crimen para recién casados es una película española de comedia policial estrenada el 7 de marzo de 1960, dirigida por Pedro Luis Ramírez y protagonizada en los papeles principales por 
Fernando Fernán Gómez y Concha Velasco.

## Argumento
Antonio y Elisa, una pareja de recién casados, se dirigen a la Costa Brava para pasar su luna de miel. Antonio, que es periodista de sucesos, está obsesionado con la idea de descubrir un crimen importante. Su deseo se convertirá en realidad al llegar al sitio elegido para pasar tan señalados días: Rivero, un joyero de Barcelona, que había ido al mismo hotel de la Costa Brava, es asesinado misteriosamente.

## Reparto
| Actor                     | Personaje                  |
| ------------------------- | -------------------------- |
| Fernando Fernán Gómez     | Antonio Menéndez           |
| Concha Velasco            | Elisa Sáinz de Menéndez    |
| Roberto Rey               | Héctor Andrade             |
| Raúl Cancio               | Gerente del Hotel Tu y Yo  |
| Joaquín Bergía            | Conserje del Hotel Tu y Yo |
| Alfonso Godá              | Jaime Rivero               |
| Agustín González          | Emilio                     |
| Jacinto San Emeterio      | Don Juan                   |
| José Calvo                | Oficial naval              |
| Nora Samsó                | Dueña del Hotel Halcón     |
| José María Caffarel       | Comisario                  |
| Rufino Inglés             | Padre de Elisa             |
| Pilar Gómez Ferrer        | Madre de Elisa             |
| Erasmo Pascual            | Sr. Godínez                |
| Alejo del Peral           | Empleado agencia de viajes |
| Xan das Bolas             | Camarero del ferrocarril   |
| Goyo Lebrero              | Hombre que habla soñando   |
| José María Tasso          | Invitado a la boda         |
| Manolo Gómez Bur          | Vigilante                  |
| Antonio Garisa            | Don Enrique García         |
| Antonio Giménez Escribano | Director del banco         |